# Jamajka na Mistrzostwach Świata w Lekkoatletyce 2017
Jamajka na Mistrzostwach Świata w Lekkoatletyce 2017 – reprezentacja Jamajki podczas mistrzostw świata w Londynie liczyła 54 zawodników, którzy zdobyli 4 medale.

## Zdobyte medale
| Medal | Zawodnik                                                                    | Konkurencja                | Rezultat | Data        |
| ----- | --------------------------------------------------------------------------- | -------------------------- | -------- | ----------- |
| złoto | Omar McLeod                                                                 | bieg na 110 m przez płotki | 13,04    | 7 sierpnia  |
| brąz  | Usain Bolt                                                                  | bieg na 100 m              | 9,95     | 5 sierpnia  |
| brąz  | Ristananna Tracey                                                           | bieg na 400 m przez płotki | 53,74    | 10 sierpnia |
| brąz  | Jura Levy Natasha Morrison Simone Facey Sashalee Forbes Christania Williams | sztafeta 4 × 100 m         | 42,19    | 12 sierpnia |

## Skład reprezentacji
Mężczyźni
| Zawodnik                                                                         | Konkurencja                | Eliminacje | Eliminacje | Półfinał | Półfinał | Finał    | Finał   |
| Zawodnik                                                                         | Konkurencja                | Rezultat   | Pozycja    | Rezultat | Pozycja  | Rezultat | Pozycja |
| -------------------------------------------------------------------------------- | -------------------------- | ---------- | ---------- | -------- | -------- | -------- | ------- |
| Yohan Blake                                                                      | bieg na 100 metrów         | 10,13      | 12. Q      | 10,04    | 3. Q     | 9,99     | 4.      |
| Usain Bolt                                                                       | bieg na 100 metrów         | 10,07      | 8. Q       | 9,98     | 2. Q     | 9,95     | brąz    |
| Julian Forte                                                                     | bieg na 100 metrów         | 9,99       | 1. Q       | 10,13    | 11.      | NQ       | NQ      |
| Senoj-Jay Givans                                                                 | bieg na 100 metrów         | 10,30      | 31.        | NQ       | NQ       | NQ       | NQ      |
| Yohan Blake                                                                      | bieg na 200 metrów         | 20,39      | 12. Q      | 20,52    | 11.      | NQ       | NQ      |
| Rasheed Dwyer                                                                    | bieg na 200 metrów         | 20,49      | 18. Q      | 20,69    | 20.      | NQ       | NQ      |
| Warren Weir                                                                      | bieg na 200 metrów         | 20,60      | 27.        | NQ       | NQ       | NQ       | NQ      |
| Nathon Allen                                                                     | bieg na 400 metrów         | 44,91      | 4. Q       | 44,19    | 2. Q     | 44,88    | 5.      |
| Demish Gaye                                                                      | bieg na 400 metrów         | 44,92      | 7. Q       | 44,55    | 7. Q     | 45,04    | 6.      |
| Steven Gayle                                                                     | bieg na 400 metrów         | DSQ        | DSQ        | NQ       | NQ       | NQ       | NQ      |
| Kemoy Campbell                                                                   | bieg na 5000 metrów        | 13:26,67   | 9. q       | —        | —        | 13:39,74 | 10.     |
| Ronald Levy                                                                      | bieg na 110 m przez płotki | DNF        | DNF        | NQ       | NQ       | NQ       | NQ      |
| Omar McLeod                                                                      | bieg na 110 m przez płotki | 13,23      | 2. Q       | 13,10    | 1. Q     | 13,04    | złoto   |
| Hansle Parchment                                                                 | bieg na 110 m przez płotki | 13,42      | 13. Q      | 13,27    | 8. Q     | 13,37    | 8.      |
| Ricardo Cunningham                                                               | bieg na 400 m przez płotki | 49,91      | 21. Q      | 50,54    | 20.      | NQ       | NQ      |
| Jaheel Hyde                                                                      | bieg na 400 m przez płotki | 49,72      | 16. Q      | 49,75    | 12.      | NQ       | NQ      |
| Kemar Mowatt                                                                     | bieg na 400 m przez płotki | 50,00      | 22. Q      | 48,66    | 4. q     | 48,99    | 4.      |
| Omar McLeod Julian Forte Yohan Blake Usain Bolt Micheal Campbell Tyquendo Tracey | sztafeta 4 × 100 m         | 37,95      | 3. Q       | —        | —        | DNF      | DNF     |
| Peter Matthews Steven Gayle Jamari Rose Rusheen McDonald                         | sztafeta 4 × 400 m         | 3:01,98    | 9.         | —        | —        | NQ       | NQ      |

| Zawodnik         | Konkurencja    | Kwalifikacje | Kwalifikacje | Finał | Finał   |
| Zawodnik         | Konkurencja    | Wynik        | Pozycja      | Wynik | Pozycja |
| ---------------- | -------------- | ------------ | ------------ | ----- | ------- |
| Ramone Bailey    | skok w dal     | 7,76         | 21.          | NQ    | NQ      |
| Damar Forbes     | skok w dal     | 7,93         | 10. q        | 7,91  | 12.     |
| Clive Pullen     | trójskok       | 15,61        | 30.          | NQ    | NQ      |
| O'Dayne Richards | pchnięcie kulą | 19,95        | 19.          | NQ    | NQ      |
| Fedrick Dacres   | rzut dyskiem   | 64,82        | 5. Q         | 65,83 | 4.      |
| Travis Smikle    | rzut dyskiem   | 63,23        | 12 q         | 64,04 | 8.      |

Kobiety
| Zawodniczka | Konkurencja                   | Eliminacje | Eliminacje | Półfinał | Półfinał | Finał    | Finał   |
| Zawodniczka | Konkurencja                   | Rezultat   | Pozycja    | Rezultat | Pozycja  | Rezultat | Pozycja |
| --- | ----------------------------- | ---------- | ---------- | -------- | -------- | -------- | ------- |
| Simone Facey | bieg na 100 metrów            | 11,29      | 21. q      | 11,23    | 17.      | NQ       | NQ      |
| Jura Levy | bieg na 100 metrów            | 11,09      | 8.Q        | 11,19    | 15.      | NQ       | NQ      |
| Natasha Morrison | bieg na 100 metrów            | 11,21      | 15. Q      | 11,15    | 12.      | NQ       | NQ      |
| Elaine Thompson | bieg na 100 metrów            | 11,05      | 5. Q       | 10,84    | 1. Q     | 10,98    | 5.      |
| Simone Facey | bieg na 200 metrów            | 22,98      | =9. Q      | 23,01    | 11.      | NQ       | NQ      |
| Sashalee Forbes | bieg na 200 metrów            | 23,26      | 18. Q      | 23,09    | 13.      | NQ       | NQ      |
| Jodean Williams | bieg na 200 metrów            | 23,38      | 22. q      | 23,32    | 20.      | NQ       | NQ      |
| Chrisann Gordon | bieg na 400 metrów            | 51,14      | 6. Q       | 50,87    | 10.      | NQ       | NQ      |
| Shericka Jackson | bieg na 400 metrów            | 51,26      | 7. Q       | 50,70    | 8. q     | 50,76    | 5.      |
| Stephenie Ann McPherson | bieg na 400 metrów            | 51,27      | 8. Q       | 50,56    | 5. Q     | 50,86    | 6.      |
| Novlene Williams-Mills | bieg na 400 metrów            | 51,00      | 4. Q       | 50,67    | 7. q     | 51,48    | 7.      |
| Natoya Goule | bieg na 800 metrów            | 2:01,77    | 22.        | NQ       | NQ       | NQ       | NQ      |
| Kimarra McDonald | bieg na 800 metrów            | 2:09,19    | 44.        | NQ       | NQ       | NQ       | NQ      |
| Rushelle Burton | bieg na 100 m przez płotki    | 12,94      | 12. Q      | 12,94    | 12.      | NQ       | NQ      |
| Megan Simmonds | bieg na 100 m przez płotki    | 12,78      | 5. Q       | 12,93    | 11.      | NQ       | NQ      |
| Yanique Thompson | bieg na 100 m przez płotki    | 12,88      | 9. Q       | 12,88    | 10.      | NQ       | NQ      |
| Danielle Williams | bieg na 100 m przez płotki    | 12,66      | 2. Q       | 13,14    | 18.      | NQ       | NQ      |
| Leah Nugent | bieg na 400 m przez płotki    | 56,16      | 17. q      | 56,19    | 14.      | NQ       | NQ      |
| Rhonda Whyte | bieg na 400 m przez płotki    | 55,18      | 7. Q       | DSQ      | DSQ      | NQ       | NQ      |
| Ristananna Tracey | bieg na 400 m przez płotki    | 54,92      | 2. Q       | 54,79    | 2. Q     | 53,74    | brąz    |
| Aisha Praught Leer | bieg na 3000 m z przeszkodami | 9:26,37    | 5. q       | —        | —        | DSQ      | DSQ     |
| Jura Levy Natasha Morrison Simone Facey Sashalee Forbes Christania Williams                                                 | sztafeta 4 × 100 m            | 42,50      | 5. Q       | —        | —        | 42,19    | brąz    |
| Chrisann Gordon Anneisha McLaughlin-Whilby Shericka Jackson Novlene Williams-Mills Anastasia Le-Roy Stephenie Ann McPherson | sztafeta 4 × 400 m            | 3:23,64    | 2. Q       | —        | —        | DNF      | DNF     |

| Zawodniczka       | Konkurencja    | Kwalifikacje | Kwalifikacje | Finał | Finał   |
| Zawodniczka       | Konkurencja    | Wynik        | Pozycja      | Wynik | Pozycja |
| ----------------- | -------------- | ------------ | ------------ | ----- | ------- |
| Shanieka Thomas   | trójskok       | 14,21        | 6. Q         | 14,13 | 8.      |
| Kimberly Williams | trójskok       | 14,14        | 9. q         | 14,01 | 10.     |
| Danniel Thomas    | pchnięcie kulą | 18,42        | 5. Q         | 18,91 | 4.      |
| Gleneve Grange    | pchnięcie kulą | 15,96        | 29.          | NQ    | NQ      |
| Tara-Sue Barnett  | rzut dyskiem   | NM           | –            | NQ    | NQ      |
| Kellion Knibb     | rzut dyskiem   | 56,73        | 23.          | NQ    | NQ      |
| Shadae Lawrence   | rzut dyskiem   | 59,25        | 15.          | NQ    | NQ      |